# ホーカー・シドレー P.139B
P.139B
P.139Bの模型。
- 用途：輸送機、哨戒機
- 分類：AEW（早期警戒管制機）、COD（艦上輸送機）
- 設計者：ホーカー・シドレー社
- 製造者：
- 生産数：無し
- 運用状況：試作案にとどまる

ホーカー・シドレー P.139Bとは、航空母艦からの運用を意図して提案された、イギリス海軍の早期警戒管制機ないし艦上輸送機である。
P.139Bはイギリス海軍向けの重要機材調達計画の一部を成すものだった。これは1960年代、最新もしくはそれと同等の航空機で構成された空母航空団の運用能力を備える、新しくて現代的な空母兵力を軍に与えようとしたためである。しかしながら1960年代のイギリス政府が防衛予算を削減したことにより、こうした提案は全く結実することがなかった。

## 背景
1960年代初期、イギリス海軍の空母作戦能力は頂点に達していたが、それは5隻の空母を運用し、それら全てが新鋭の空母艦載機を用いて構成された空母航空団を備えていたことによる。ただし、近代化にもかかわらず、航空機開発の進捗は空母艦載機のサイズを増大させ、イギリス海軍の空母はこれに追いつくことができなくなった。イギリス海軍の空母は最大の「HMS イーグル」でも55,000tと、比較的小さなサイズだったため、イギリス海軍では能力ある部隊として用いるに充分な数の新鋭航空機を運用できる、そうした次世代空母を検討する必要性が生まれた。
艦隊航空隊では、新しい空母と共に行動する新航空機の計画を立てた。この計画には3つの個別分野が含まれた。
- 航空防衛
- 攻撃
- 早期警戒管制

### 早期警戒管制機の要求

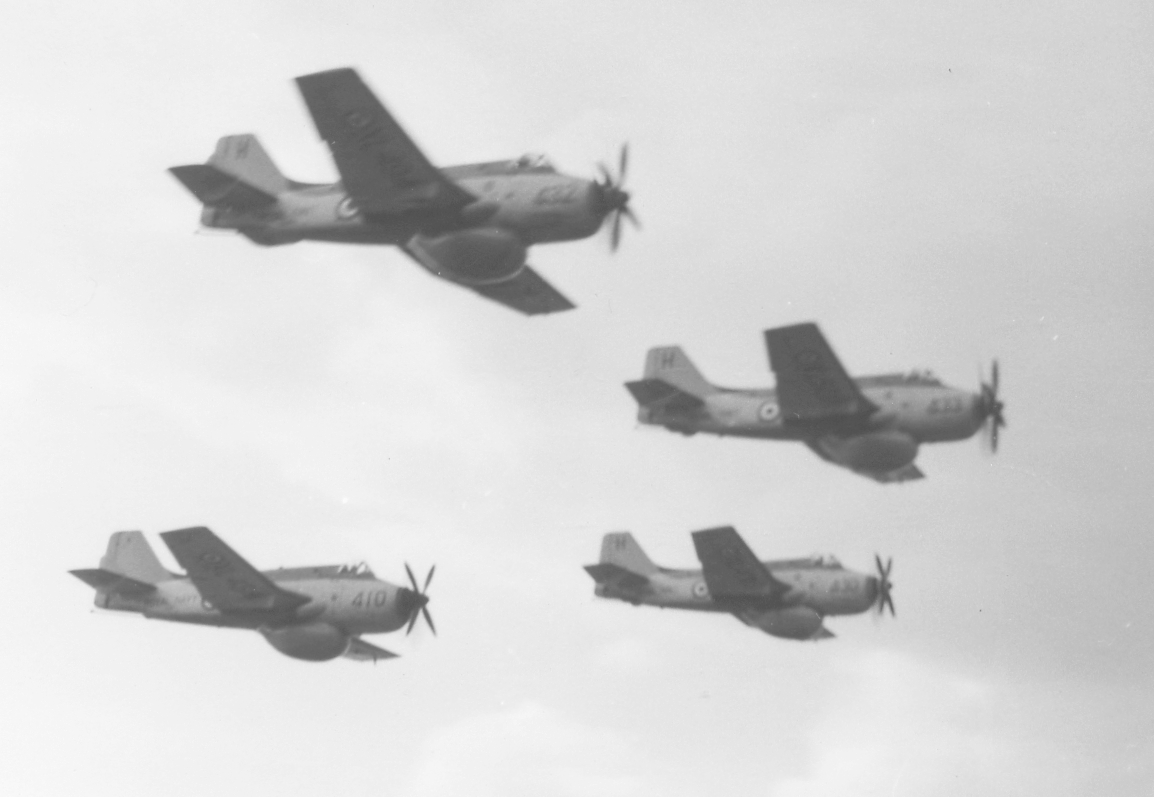
ガネットAEW.3はストップギャップを意図していた。これは旧式化したスカイレイダーの機材に適合し、専用に作られたAEW用の機体が登場するまでのものだった。

1959年、艦隊航空隊では旧式化したスカイレイダー AEW.1をフェアリー ガネット対潜哨戒機の別バージョンに代替する作業を始めた。これは早期警戒機として改修されたフェアリー・ガネットAEW.3だった。この機材は単にストップ・ギャップを意図したもので、SバンドのAN/APS-20レーダーおよび関連機材をスカイレイダーからガネットに移設していた。ガネットが導入され始めた当時、AN/APS-20レーダーは15年使われ続けており、開発開始は第二次世界大戦中に行われたものだった。1960年代に入ると、これをより先進的なシステムに引き継ぐことが始められた。アメリカ海軍ではグラマンE-1トレーサーにAN/APS-20から発展したAN/APS-82レーダーを積んだ。これは対地安定ができ、可動式のアンテナによって目標の高度を計測できた。これは暫定的な解決策と見なされていたものの、専用の新型機ノースロップ・グラマンE-2ホークアイと、先進的なパルス・ドップラー・レーダーがすでに開発中だった。
ガネットはE-1トレーサーと同様「暫定的」な措置を意図しており、艦隊航空隊では、最終的にガネットを引き継ぐであろう新規「AEW（代替）」プラットフォームの調達行程に入っていた。E-2ホークアイの開発はイギリス海軍に拍車をかけ、海軍では、ホークアイに予期される能力と同等のイギリス側システムを開発し始めた。1962年にはイギリスの航空機会社と電子装備品メーカーが発注を受け、イギリスの新規AEW航空機の作業にとりかかった。

## 設計
P.139Bは、以前ブラックバーン・エアクラフトに居た開発陣の設計作業の結果だった。
1962年、彼らはAEW計画に着手し、開発陣は主として3つの捜索装置の配置に注目した。胴体部レドーム、これはスカイレイダーやガネットが装備していた。背部レドームはE-1トレーサーが付けていた。そして前後方捜索システム（FASS）、これは一対のレーダースキャナーを航空機の前部と後部に搭載するものだった。この3つの方法を詳しく検討した結果、FASSが最高の性能を与えると決定された。これにより1963年、P.139の提案に至った。
P.139の設計はロッキードS-3ヴァイキングに似たものでは無く、主翼が単葉、高翼形式で比較的短かいものだった。2基のハイ・バイパス・ターボファンエンジンを翼下に備えた。主翼はヒンジ止め構造とすることが構想され、翼をエンジン部分の先から折り畳む事ができた。FASSに対応するため、当初の設計は尾翼が十字形状だったが、最終的に完全なT字状の尾翼へと計画が変更された。
設計では周波数変調連続波レーダー(FMICW)を、機の前部と後部にスキャナー付きで搭載することとなったが、これは機に球根状の外観を与え、最後には風洞試験で実現性が疑われた。この航空機は艦上輸送機の任務も考慮されていたが、このためにはスキャナーを撤去し、機首部分を成型、尾部もスキャナーを撤去してから円錐形状に成型した貨物扉を装備し、搭乗員や貨物が内部空間にアクセスできるようにした。

## 開発中止

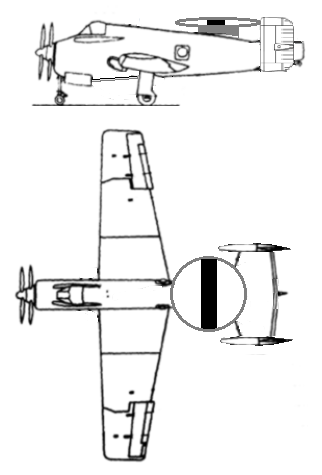
提案されたガネットAEW.7。胴体上面にレドームを装備することとされ、双尾翼配置となっている。

1960年代半ばに行なわれた防衛予算削減のため、空母艦載機として、完全にイギリス製のAEWプラットフォームを一から開発するのは高価に過ぎた。
最終的にP.139の開発中止が1964年に決定され、この時点でこの機体は設計段階であり、既存機体の設計を流用するつもりだった。1つの設計案には、ホーカー・シドレー HS.125に固定式のドーサル・レドームを装備したものが使われ、これはE-1トレーサーに似ている。また別のものには、E-2ホークアイ同様の装備配置を用いた新規レーダーシステムによって、ガネットをアップデートする案があった。しかし、CVA-01級航空母艦の最終的な開発中止により、新規のAEW航空機はいかなるものであれ中止に至った。残されたガネットだけが艦隊航空隊にとってAEW用の機材に使えるものだった。1978年の最後の従来型航空母艦の退役までこの状況は続いた。
P.139計画の打ち切りの後、前後方捜索システムとFMICWレーダーシステムの開発が続けられた。これらはイギリス空軍にAEW能力を与えるためのもので、このシステムはニムロッド海上哨戒機に搭載することが提案された。1978年に「アーク・ロイヤル」が退役した後、イギリス海軍の早期警戒管制能力は結局ヘリコプターが担当することになった。これは次代のインヴィンシブル級航空母艦に従来型の固定翼機を運用する能力が無かったためである。

## 諸元
データは脚注による。
- 乗員：4名
- 全長：13.72m
- 全幅：15.24m
- 全備重量：20,412kg
- エンジン形式：ハイ・バイパス・ターボファン×2基
- 最高速度：741km/h
- 武装：無しであるが周波数変調連続波レーダー(FMICW)内蔵前後方捜索システム(FASS)を機首と機尾に装備